# Ilva
 (février 2016).
Si vous disposez d'ouvrages ou d'articles de référence ou si vous connaissez des sites web de qualité traitant du thème abordé ici, merci de compléter l'article en donnant les références utiles à sa vérifiabilité et en les liant à la section « Notes et références ».
ILVA SpA est une société sidérurgique du groupe Riva SpA spécialisée dans la production et la transformation de l'acier. Elle a repris le nom de la première société qui donna naissance en 1905 au groupe Italsider, qui est le nom latin de l'île d'Elbe, où Ilva extrayait le minerai de fer qui alimentait les hauts fourneaux de la société au XIXe siècle. 
Son site industriel le plus important est celui de Tarente dans les Pouilles, qui est également le plus important d'Europe avec ses cinq fours. La société dispose également de sites industriels à Gênes, Novi Ligure, Racconigi près de Coni, Varzi et Patrica. 

## Histoire

### Origines

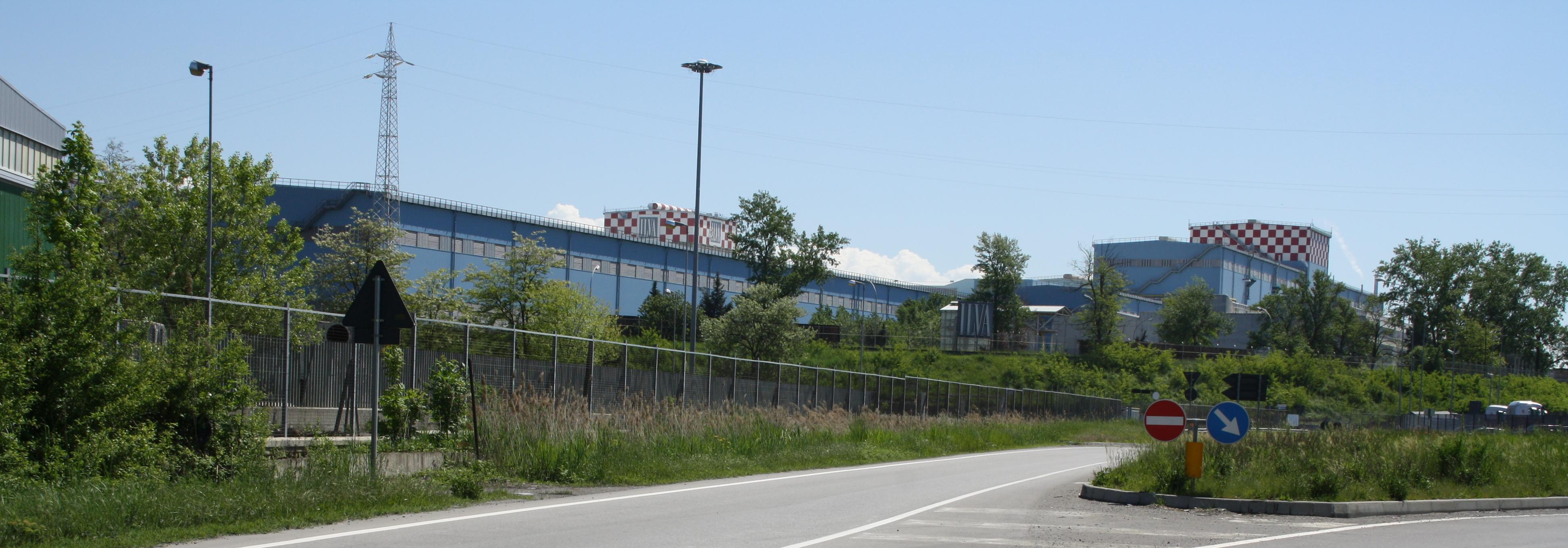
Le site de Novi Ligure

La société Ilva est née à Gênes en 1905 de la fusion des activités sidérurgiques des groupes Elba avec Acciaierie di Terni et la famille romaine Bondi, qui avait construit un haut fourneau à Piombino. La société a été constituée avec des subventions de l'État italien pour la réalisation du pôle sidérurgique de Bagnoli, dans le cadre du développement et de l'industrialisation de la région de Naples. Pendant la Première Guerre mondiale, pour répondre aux besoins de matériel de guerre, Ilva racheta plusieurs entreprises utilisatrices d'acier comme des chantiers navals et des usines d'avions.

### L'intervention de l'IRI et Italsider

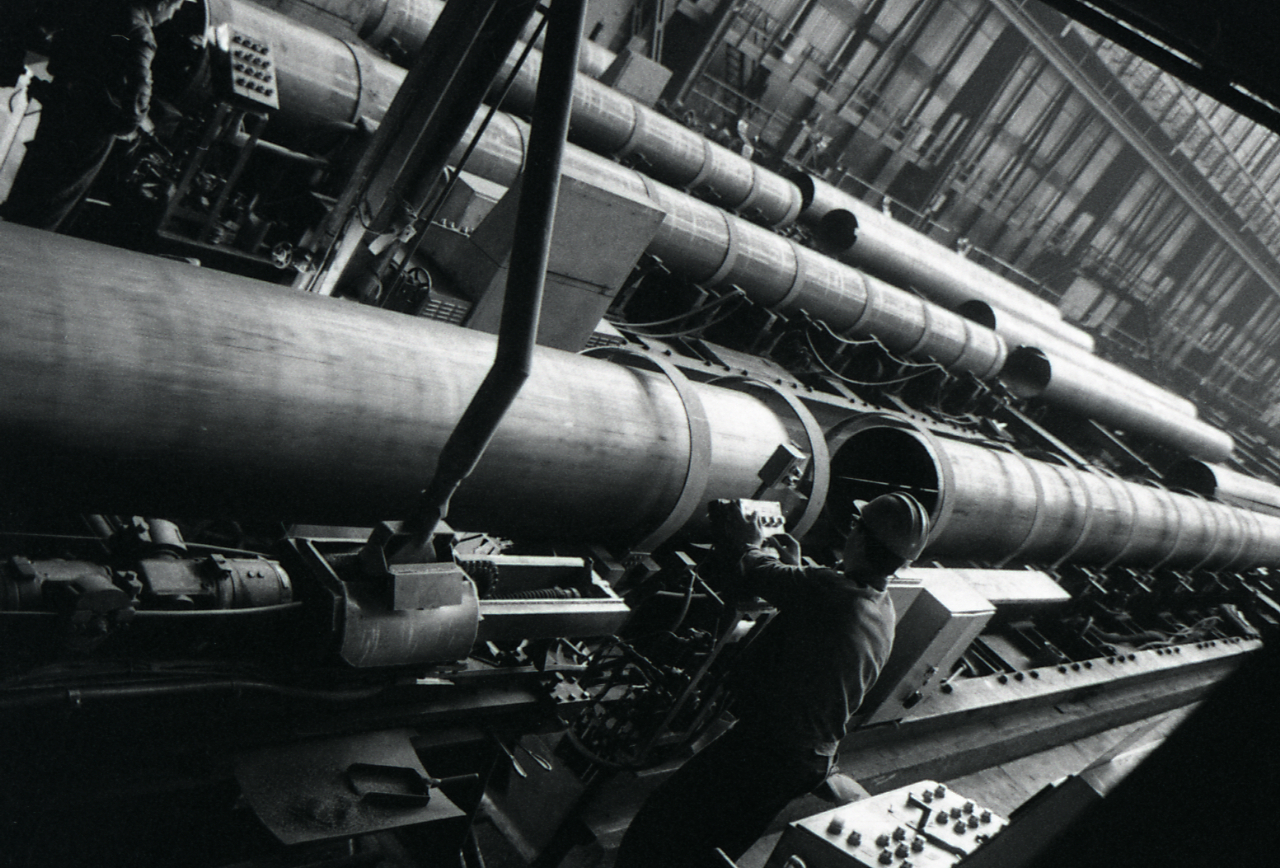
Stabilimento di Taranto nel 1964, foto di Paolo Monti

En 1921, la Banca Commerciale Italiana, le créancier le plus important de la société, céda ses créances et ses parts dans le capital à l'IRI. Toute la sidérurgie italienne à cycle intégral, les hauts fourneaux de Portoferraio, Piombino, Bagnoli et Cornigliano étaient passés dans le giron de la holding d'État IRI. 
C'est en 1961, avec la réalisation du 4e pôle sidérurgique de Taranto que l'Ilva deviendra Italsider, société de la hoding Finsider.

### Italsider redevient Ilva
L'appellation Ilva sera reprise en 1988 lorsque l'État italien décida la privatisation de sa sidérurgie. Italsider et Finsider céderont d'abord le site de Cornigliano au groupe Riva SpA et arrêteront celui de Bagnoli. L'aciérie de Piombino sera vendue au groupe Lucchini RS, et le pôle géant de Taranto au groupe Riva SpA en 1995.

#### Condamnation judiciaire de l’aciérie Ilva de Tarente
En 2012, la justice italienne prononce la mise sous séquestre judiciaire d’une partie du site pour « désastre environnemental», un an plus tôt, une étude scientifique avait en effet conclu à une surmortalité de 10 % à 15 % supérieure à la moyenne italienne à Tarente sous l’influence des cokeries. Huit dirigeants d'Ilva sont par ailleurs assignés à résidence.

#### Reprise
En juin 2017, ArcelorMittal en association avec Marcegaglia, propose de reprendre le site d'Ilva, la plus grande aciérie d'Europe, en Italie, pour 1,8 milliard d'euros, via une entité qu'il contrôle à 85 %, les 15 % restant étant contrôlé par Marcegaglia.
Cette offre est rejetée par l'union européenne qui souhaite effectuer une étude sur l'impact du rachat du groupe ILVA par ArcelorMittal. Le rachat effectif du groupe italien est annoncé pour le 1er juillet 2018.
Annulation du rachat
L'annulation du rachat du site par ArcelorMittal est annoncée le lundi 4 novembre 2019, le  groupe se justifiant dans un communiqué par un droit contractuel de retrait.

### Film
Palazzina Laf -2023
Film deMichele Riondino
Livre "fumo sulla citta" de Alessandro LEOGRANDE - 2013